# Schildola abrupta
Schildola abrupta är en insektsart som beskrevs av Young 1977. Schildola abrupta ingår i släktet Schildola och familjen dvärgstritar. Inga underarter finns listade i Catalogue of Life.